# FileZilla
FileZilla es una aplicación FTP libre y de código abierto que consta de un cliente y un servidor. Soporta los protocolos FTP, SFTP y FTP sobre SSL/TLS (FTPS).
Inicialmente fue diseñado para funcionar en Microsoft Windows, pero desde la versión 3.0.0, gracias al uso de wxWidgets, es multiplataforma, estando disponible además para otros sistemas operativos, entre ellos GNU/Linux, FreeBSD y macOS.
El código fuente de FileZilla y las descargas estaban hospedadas en SourceForge, el cual presentó FileZilla como el Proyecto del Mes en noviembre de 2003. Actualmente hospeda el código fuente en su propio sitio web y las descargas en Open Hub.
A pesar del nombre, no guarda ninguna relación con la Fundación Mozilla ni con sus productos como el navegador Mozilla Firefox.

## Breve historia
De acuerdo con la documentación de ayuda, FileZilla comenzó siendo un proyecto de clase de informática en enero de 2001 de Tim Kosse y dos compañeros de clase. La versión alfa fue lanzada a finales de febrero de 2001, y todas las características requeridas se incorporaron en la beta 2.1.

## Características

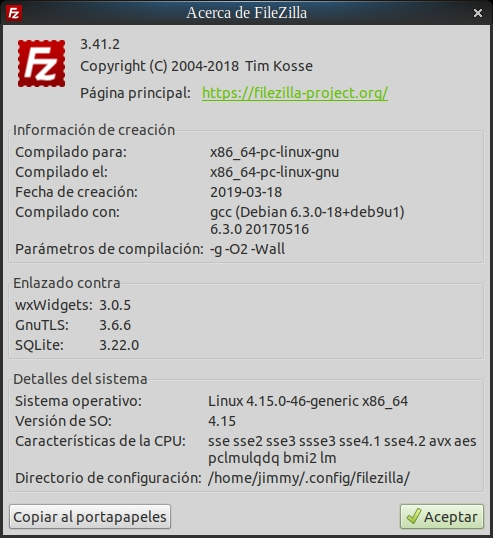
Acerca de Filezilla 3.41.2 corriendo en Ubuntu 18.04

Estas son algunas de las características de FileZilla cliente.
- Transfiera archivos utilizando FTP y FTP con cifrado, como FTPS (servidor y cliente) y SFTP.[7]
- Compatible con IPv6, que es la última versión del protocolo de Internet.
- Soporta para reanudar, lo que significa que el proceso de transferencia de archivos se puede pausar y continuar.
- Interfaz de usuario con pestañas para realizar múltiples tareas, para permitir navegar por más de un servidor o incluso transferir archivos simultáneamente entre múltiples servidores.
- Administrador de sitios para listar servidores y transferir la cola para ordenar las tareas de transferencia de archivos.
- Marcadores para un fácil acceso al uso más frecuente.
- Arrastrar y soltar para descargar y subir.
- Comparación de directorios para comparar archivos locales y servidores en el mismo directorio.
- Cuando el archivo no tenga la misma información (el nombre no coincide, o el tamaño no coincide), resaltará ese archivo en color.
- Límites de velocidad de transferencia configurables para limitar la velocidad de transferencia de los archivos, lo que ayuda a reducir el error de transferencia.
- Filtros de nombre de archivo, los usuarios solo pueden filtrar archivos específicos que tienen las condiciones que desean.
- Asistente de configuración de red, ayuda a configurar configuraciones de red confusas en forma de asistente paso a paso.
- Edición remota de archivos, para editar rápidamente archivos en el lado del servidor sobre la marcha. No es necesario descargarlo, editarlo en la computadora y volver a cargarlo en el servidor.
- Keep-alive, si la conexión ha estado inactiva durante mucho tiempo, se comprobará mediante el envío del comando keep-alive.
- Soporte HTTP/1.1, SOCKS5 y FTP-Proxy.
- Iniciar sesión para archivar.
- Navegación sincronizada de directorios.
- Búsqueda remota de archivos para buscar archivos en el servidor de forma remota.
- Multiplataforma Se ejecuta en Windows, Linux, * BSD, macOS.
- Soporta reanudar y transferir archivos grandes > 4GB.
- Almacenamiento seguro de contraseñas protegido con una contraseña maestra.
- Disponible en 53 idiomas:[2]

1. Alemán
2. Árabe
3. Aragonés
4. Armenio
5. Azerí
6. Búlgaro
7. Cabilio (taqbaylit)
8. Catalán
9. Camboyano (jemer)
10. Corso
11. Checo
12. Chino
13. Coreano
14. Croata
15. Danés
16. Euskera (vasco)
17. Galés
18. Griego
19. Eslovaco
20. Esloveno
21. Español
22. Estonio
23. Finlandés
24. Francés
25. Gallego
26. Georgiano
27. Hebreo
28. Holandés
29. Húngaro
30. Indonesio
31. Persa (farsi)
32. Islandés
33. Italiano
34. Japonés
35. Kurdo
36. Kirguís
37. Lao
38. Lituano
39. Letón
40. Macedonio
41. Noruego
42. Nepalí
43. Occitano
44. Polaco
45. Portugués
46. Rumano
47. Ruso
48. Serbio
49. Sueco
50. Tailandés
51. Turco
52. Ucraniano
53. Vietnamita

Estas son algunas de las características de FileZilla servidor.
- FTP y FTP sobre SSL/TLS (FTPS).
- Soporte de IPv6.
- Límites de velocidad.
- Soporte de archivos grandes > 4GB.
- Administración remota.
- Sistema de permisos con usuarios y grupos.
- Filtros de IP.

## Historial de versiones

### Versión 3.30.0
Lanzada el 8 de enero de 2018 incluye las siguientes características:
- Abrir o eliminar ficheros desde el diálogo de búsqueda.
- Si se tiene instalada una versión actualizada, el software de actualización es capaz de percibirlo y evitar su bloqueo.
- El directorio remoto se expande de manera predeterminada en el árbol de carpetas.
- Mejora en el diálogo de cambio de nombre de un archivo.
- Ahora se puede fijar la carga o descarga desde el diálogo de búsqueda.

### Versión 3.41.2
Liberada el 18 de marzo de 2019, en la cual se corrigió una vulnerabilidad que afectaba las conexiones SFTP (desbordamiento de entero en RSA).